# Шахта «Куйбишевська»
ДП «Шахта Куйбишевська». Входить до виробничого об'єднання з видобутку вугілля
«Донецьквугілля». З травня 2007 року шахту передано до державного підприємства «Донецька вугільна енергетична компанія» на правах відособленого підрозділу.
У 2003 р. видобуто 124 тис. т вугілля.
Фактичний видобуток близько 400 т/добу (2004).
Максимальна глибина 900 м.
Вугільний пласт k8, потужністю 0,9 м з кутом падіння 10о.
Кількість очисних вибоїв - 1, підготовчих 1 (2004).
Адреса: 83008, м.Донецьк. ДП «Шахта Куйбишевська»